# Salvelinus andriashevi
Salvelinus andriashevi är en fiskart som beskrevs av Berg, 1948. Salvelinus andriashevi ingår i släktet Salvelinus och familjen laxfiskar. Inga underarter finns listade i Catalogue of Life.